# Трифон Иванов
Трифон Маринов Иванов (буг. Трифон Маринов Иванов; село Горна Липница, 27. јул 1965 — село Самоводене, 13. фебруар 2016) био је бугарски фудбалски интернационалац, који је играо у одбрани.
Иванов је дебитовао за Бугарску 1988. године и одиграо 77 утакмица, постигавши 6 голова у десетогодишњој репрезентативној каријери. Играо је на ФИФА Светским Првенствима 1994. у САД (6 утакмица) и 1998. у Француској (3 утакмице), као и на УЕФА Европском првенству 1996. у Енглеској (3 утакмице).
У току своје играчке каријере је био познат под надимком "Бугарски Вук", због свог необријаног изгледа и мулет фризуре (тзв. фудбалерке), бескомпромисне и чврсте игре у одбрани са доста оштрих стартова, као и по веома јаком шуту, због ког се врло често одлучивао на шутеве из великих даљина, како из игре, тако и из прекида.
Од 1994. године је Почасни грађанин Великог Трнова.
Трифон Иванов је умро од срчаног удара 13. фебруара 2016. године у својој педесет и првој години.

## Каријера
Иванов је почео да се бави фудбалом са 11 година, у почетку играјући као центарфор. Ипак, касније је прекомандован у одбрану, те је и целу каријеру провео као одбрамбени играч. У сезони 1983/84, још као тинејџер, дебитовао је за локални Ф.К. Етар Велико Тарново, док је тим играо у "А Групи" (највиши ранг такмичења). Укупно је за Етар у лиги одиграо 62 утакмице и постигао 7 голова.
После пет сезона у Етру, Иванов прелази у ЦСКА из Софије, са којим осваја две титуле у "А Групи", један бугарски Куп и бугарски Супер Куп. У јануару 1991. године потписује за шпански Реал Бетис. Сезону завршава са 20 одиграних утакмица и 5 датих голова, али је тим на крају те сезоне испао у Другу шпанску лигу. Док је био играч Бетиса ишао је на позајмице у своје бивше клубове Етар и ЦСКА, док 1993. године није потписао за швајцарски Ксамакс, иако је за њега наводно постојало велико интересовање ФК Барселоне.
После 25 лигашких утакмица и 3 гола за швајцарски тим 1995. године прелази у аустријски Рапид Беч, са којим 1996. године стиже до финала Купа победника купова, где су поражени од француског ПСЖ-а са 1:0. Након Рапида, потписао је за ривалску Аустрију Беч у сезони 1997/98, а каријеру 2001. завршава у аустријском Флоридсдорферу.

## Репрезентација
За репрезентацију је одиграо 77 утакмица и постигао 6 голова, од којих је најзначајнији онај против Русије у Москви 10. септембра 1997., којим је одвео своју репрезентацију на Светско првенство у Француској следеће године.
Играо је и на Светском првенству 1994. године, на ком су Бугари завршили као четврти, као и на Европском првенству 1996. године у Енглеској, које су завршили након групне фазе.
Голови за репрезентацију
| #  | Датум               | Место    | Противник       | Гол | Резултат | Такмичење                                 |
| -- | ------------------- | -------- | --------------- | --- | -------- | ----------------------------------------- |
| 1. | 13. април 1988.     | Бургас   | Источна Немачка | 1:1 | 1:1      | пријатељска                               |
| 2. | 11. октобар 1989.   | Варна    | Грчка           | 1:0 | 4:0      | Квалификације за Светско првенство 1990.  |
| 3. | 22. мај 1991.       | Серавале | Сан Марино      | 0:1 | 0:3      | Квалификације за Европско првенство 1992. |
| 4. | 14. април 1993.     | Беч      | Аустрија        | 2:1 | 3:1      | Квалификације за Светско првенство 1994.  |
| 5. | 14. децембар 1994.  | Кардиф   | Велс            | 0:1 | 0:3      | Квалификације за Европско првенство 1996. |
| 6. | 10. септембар 1998. | Софија   | Русија          | 1:0 | 1:0      | Квалификације за Светско првенство 1998.  |

## Након завршетка фудбалске каријере
Након завршетка фудбалске каријере, Иванов је почео да се бави приватним бизнисом, отварајући ланац бензинских пумпи "Avanti" по северној Бугарској.
Октобра 2013. у његову част је у Сао Паулу организован аматерски фудбалски турнир "Трифон Иванов", у ком је учествовало 10 екипа.
Од 1. јула 2014. је био Председник зоналног савета у Фудбалском савезу Бугарске, за регију Великог Трнова.
Пар дана након грандиозне прославе свог педесетог рођендана, Иванов је доживео инфаркт миокарда. Утврђено је да има коронарну болест срца и након медицинских третмана, прописана му је терапија, уз чије коришћење му је предложено да драстично промени свој начин живота, због озбиљности своје болести. Иако је престао да пуши и почео да се придржава савета лекара, Трифон Иванов је доживео масиван срчани удар 13. фебруара 2016. године, који није преживео. За собом је оставио двоје деце.

## Награде
ЦСКА Софија
- Бугарска "А Група": 1988/89, 1989/90, 1991/92
- Бугарски Куп: 1988/89
- Бугарски Супер Куп: 1989

Рапид Беч
- Аустријски Куп: 1994/95
- Бундеслига: 1995/96
- УЕФА Куп Победника Купова (вицешампион): 1995/96

## Спољашњи извори
- Профил
- ЦСКА.нет
- expertfootball.com
- uefa.com